# Adèle Mafogang
Adèle Mafogang Tenkeu, née le 28 octobre 1998, est une athlète camerounaise, spécialiste de l'heptathlon. 

## Carrière
Adèle Mafogang, alors étudiante à l'Institut national de la jeunesse et des sports, termine cinquième de l'heptathlon des championnats d'Afrique d'athlétisme 2022 à Saint-Pierre. Aux Jeux de la Francophonie de 2023 à Kinshasa, elle est médaillée d'argent du relais 4 × 400 mètres.
Elle remporte la médaille de bronze du concours d'heptathlon des Jeux africains de 2023 à Accra et la médaille d'argent du concours d'heptathlon des Championnats d'Afrique d'athlétisme 2024 à Douala.

## Palmarès
| Date | Compétition             | Lieu         | Résultat | Épreuve    | Marque        |
| ---- | ----------------------- | ------------ | -------- | ---------- | ------------- |
| 2022 | Championnats d'Afrique  | Saint-Pierre | 5e       | Heptathlon | 4 709 pts     |
| 2023 | Jeux de la Francophonie | Marrakech    | 2e       | 4 × 400 m  | 3 min 40 s 84 |
| 2024 | Jeux africains          | Accra        | 3e       | Heptathlon | 5 181 pts     |
| 2024 | Championnats d'Afrique  | Douala       | 2e       | Heptathlon | 5 527 pts     |

| Date | Compétition              | Lieu    | Résultat | Épreuve         | Marque        |
| ---- | ------------------------ | ------- | -------- | --------------- | ------------- |
| 2021 | Championnats du Cameroun | Yaoundé | 1re      | 400 m           | 55 s 27       |
| 2021 | Championnats du Cameroun | Yaoundé | 1re      | 800 m           | 2 min 18 s 5  |
| 2023 | Championnats du Cameroun | Yaoundé | 1re      | 800 m           | 2 min 17 s 38 |
| 2023 | Championnats du Cameroun | Yaoundé | 1re      | Saut en hauteur | 1,65 m        |